# 해양지질학

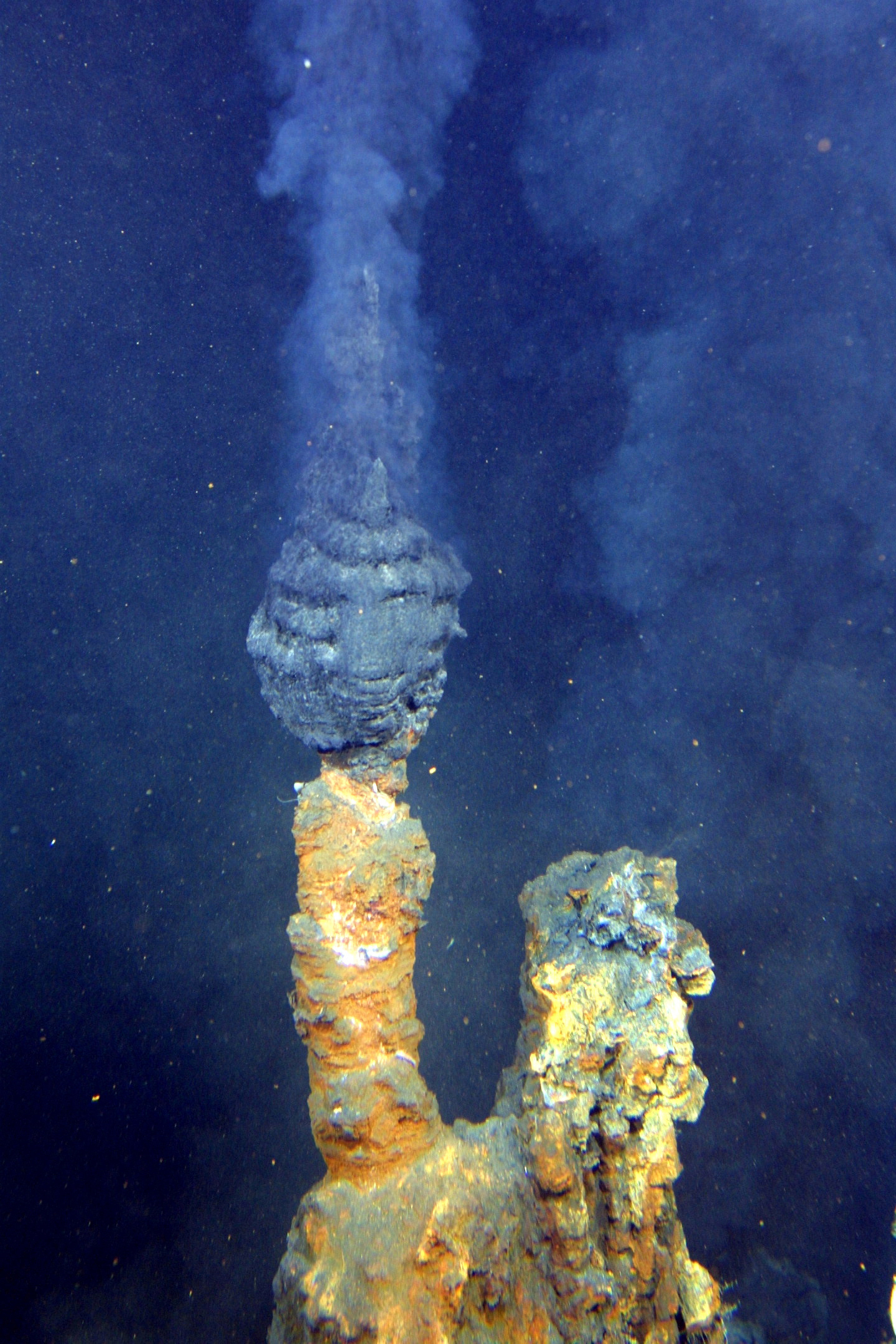

해양지질학(海洋地質學, 영어: Marine geology) 또는 지질해양학으로 불리는 이 학문은 해양 바닥 지질을 대상으로 하는 학문으로 지질 뿐만 아니라 해안 가장자리에 관한 조사도 포함하고 있고, 물리 해양학과 큰 연관을 가지고 있다. 이는 육지를 대상으로 하는 지질학과 마찬가지로 해저퇴적학·해저층서학·해저지형학·해저구조지질학 등으로 나뉜다. 이 가운데 최근 해양저 확대설, 판 구조론 발전에 따라 해저구조지질학은 해양지구물리학으로서 그 내용 대상에 충실하고 있다.
최근에는 지금까지 탐사되지 않은 해저 지형과 판의 경계에 대한 상세한 연구를 통하여 군사적인 목적과 경제적인 목적, 두 가지 목적을 이루는데 많은 기여를 하고 있다.

## 개요
태평양 주변의 불의 고리라고도 부르는 환태평양 지진대에는 화산활동과 지진활동이 동반되며, 그로 인해 지진, 쓰나미, 화산폭발 등과 같은 재해들이 발생하게 된다. 따라서 이런 재해에 대비하는 조기경보 시스템은 이런 자연재해가 일어나는 것에 대해 해양지질학에서 연구하는 근해의 지질이나 호상열도의 환경에 대한 상세한 이해를 더 많이 요구하며, 필요로 한다.
연해와 심해에서 탄산칼슘의 침강, 석출, 용해 속도에 관한 연구를 하는데, 이것은 다양한 해양 환경이 지구의 온도 변화에 중요한 의미를 가지기 때문이다.
중앙 해양단층지대의 화산활동과 열수분출공의 발견과 지속적인 연구는 처음에는 홍해에서 시작되어 동태평양 해팽과 대서양 중앙 해령에서의 학설까지 해양지질학적 연구에서 중요한 영역으로 계속되어 오고 있다. 열수분출공 근처에서 서식하는 극한성 미생물의 발견은 아직까지 발견되지 않은 환경, 생명의 기원이나, 지구의 생명체에 대해 이해를 하는데 있어 큰 영향을 끼칠 것이다.
해구는 바다의 바닥에 위치하고, 반구형의 길쭉한 모양을 하고 있으며, 해저의 침강현상으로 인해 지형적으로 좁게 나타난다.
마리아나 해구는 우리가 현재 알고 있는 해구들 중에서는 가장 깊은 해구이며, 지구 지각에서 가장 깊은 곳이다. 태평양판이 필리핀판과 만나 섭입되는 섭입대에 위치하고 있으며, 그 깊이는 에베레스트 산이 들어가고도 한참 남을 정도로 깊다.

## 같이 보기
- 수문지질학
- 판구조론
- 지진학

## 참고 자료
- Erickson, Jon, 1996, Marine Geology: Undersea Landforms and Life Forms, Facts on File ISBN 0-8160-3354-4
- Seibold, E. and W.H. Berger, 1994, The Sea Floor: An Introduction to Marine Geology, Springer-Verlag ISBN 0-387-56884-0